# Valentine Stach
Valentine Stach est une actrice française née le 7 juin 1992.

## Filmographie

### Cinéma
- 2005 : Mon fils à moi : Alice

### Télévision
- 2009 : Alice Nevers, le juge est une femme - Ep. "Ressources inhumaines" : Lucie Joffre
- 2006 : Le Tuteur - Ep. "Petite maman" & "Mère à 14 ans" : Soledad
- 2002 : Justice pour tous - Ep. "Marine" : Marine

## Théâtre
- 2005 : Le Malade imaginaire